# Johann II. von Brunn

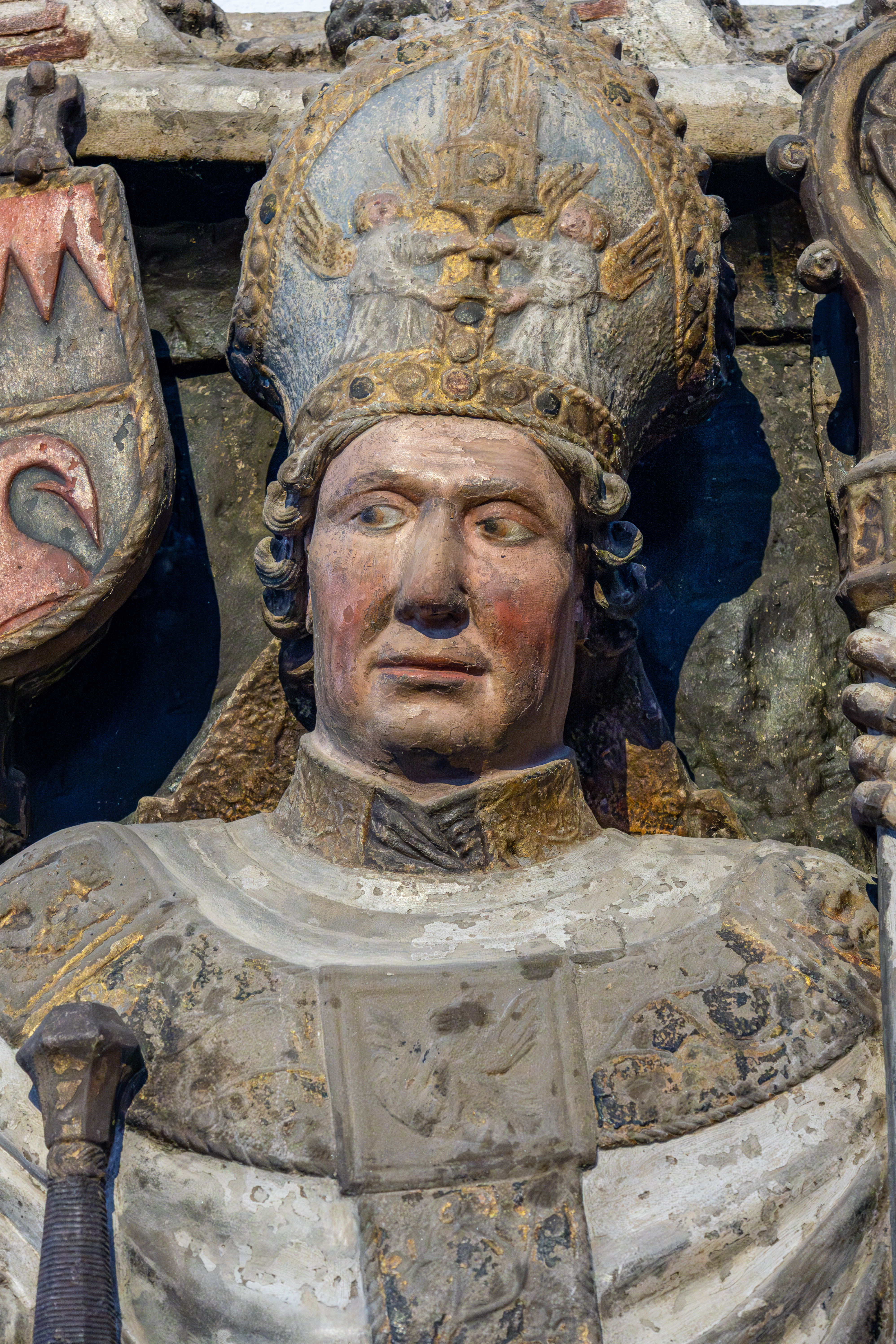
Darstellung des Fürstbischofs auf seinem Epitaph im Würzburger Dom

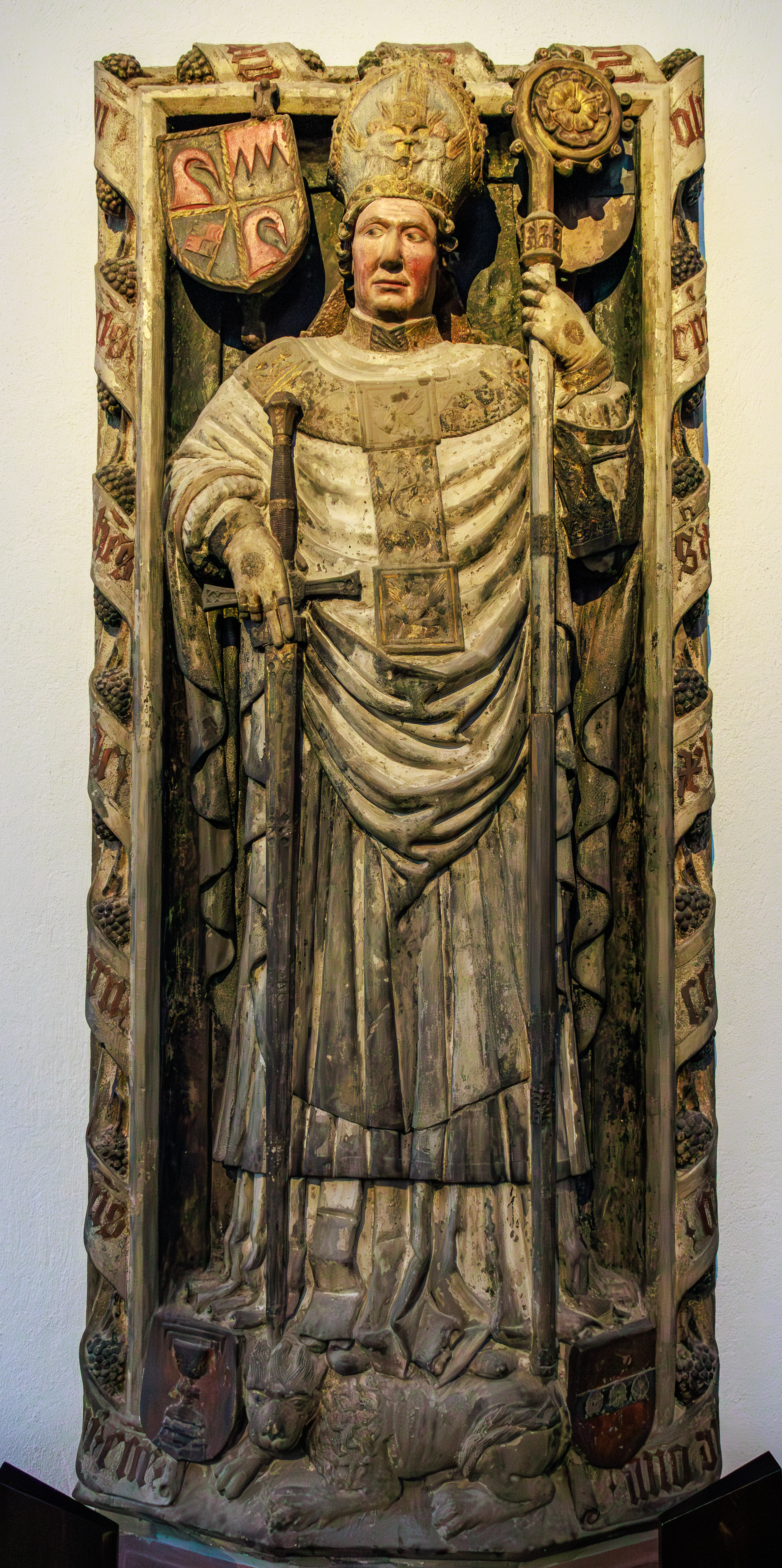
Grabmal Johanns II. von Brunn im Würzburger Dom

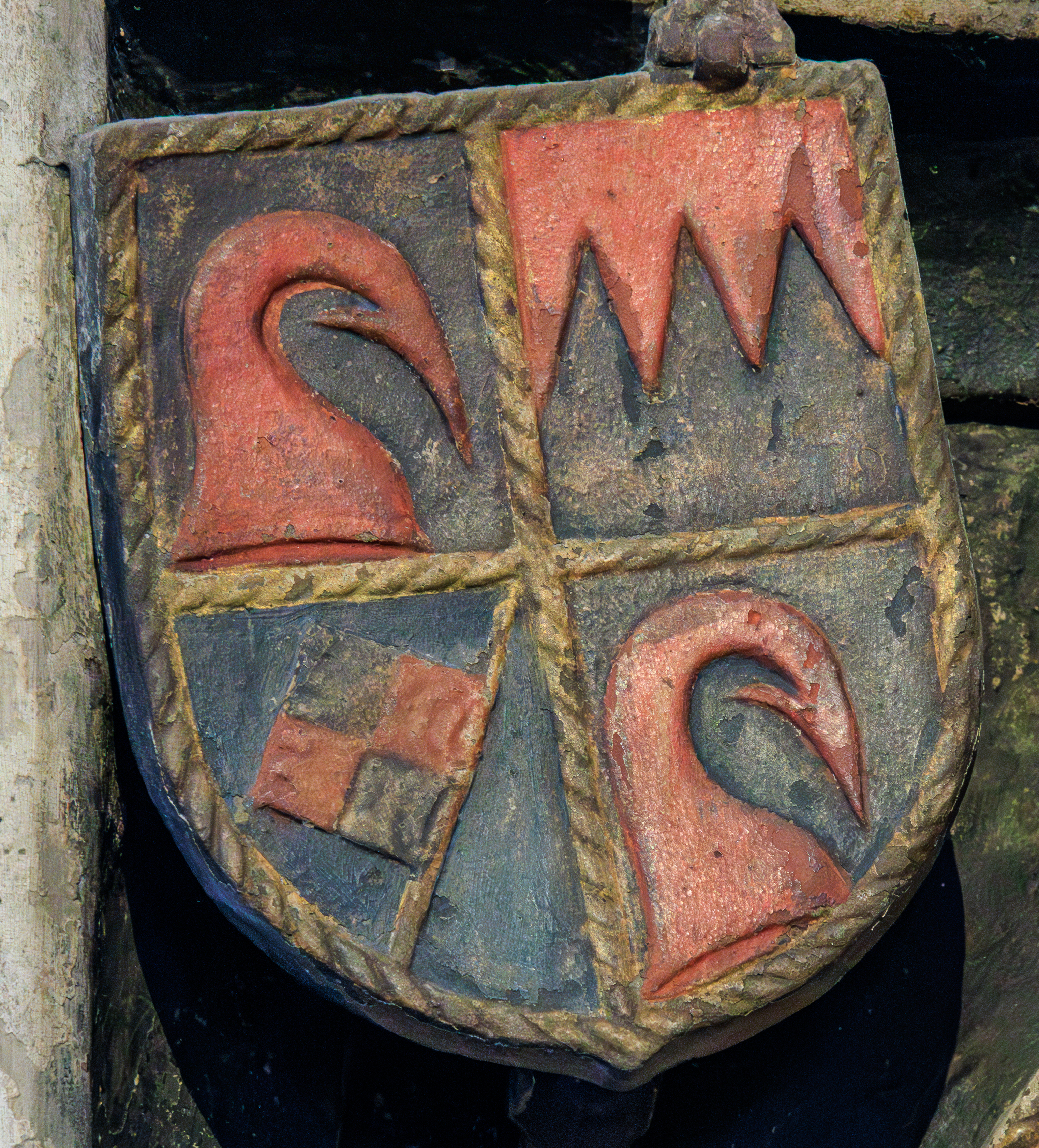
Wappen des Fürstbischofs auf seinem Epitaph

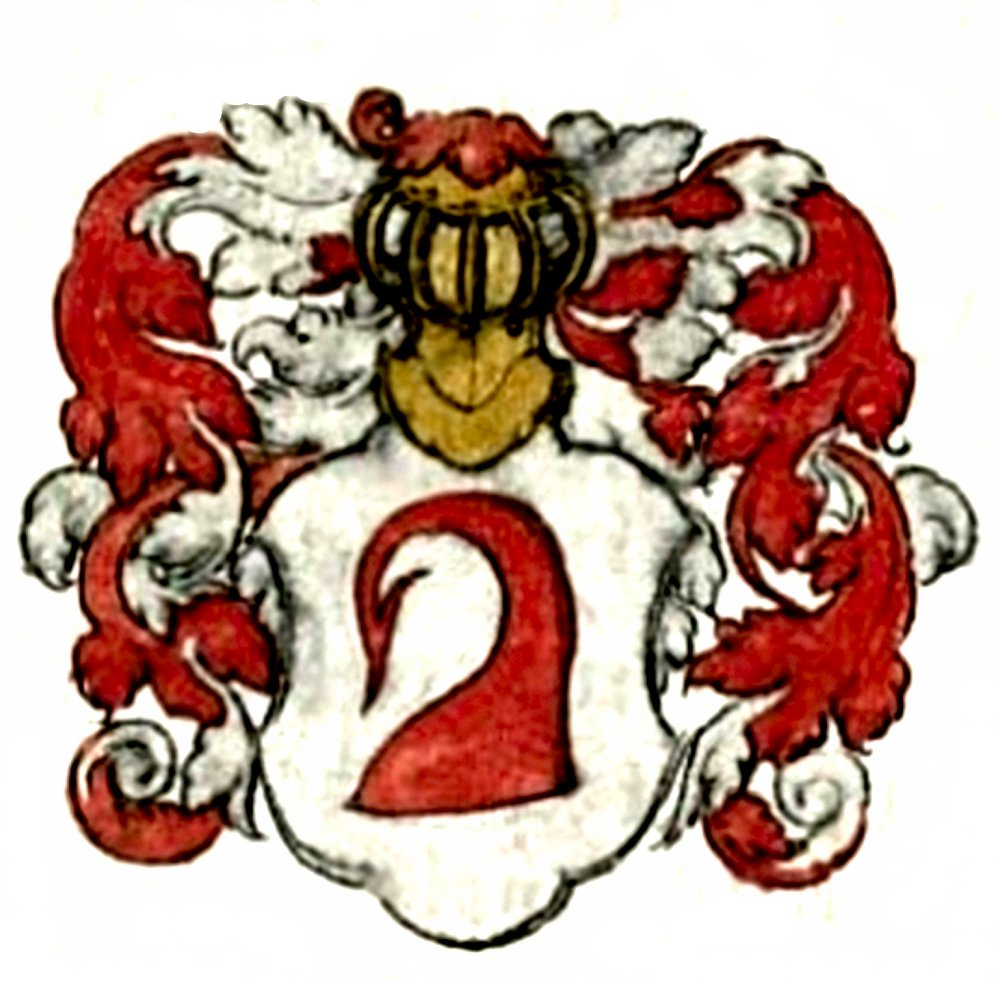
Wappen Johann II. von Brunn nach Lorenz Fries: Chronik der Bischöfe von Würzburg, 1574–1582

Johann II. von Brunn (* 14. Jahrhundert; † 9. Januar 1440 auf der Festung Marienberg in Würzburg) war Fürstbischof von Würzburg von 1411 bis zu seinem Tod.

## Johann II. im Familienkontext
Johann II. von Brunn stammte aus dem Norden des Elsass. Über das niederadelige Geschlecht der Familie von Brunn fehlen noch nähere Angaben, der Stammsitz war vermutlich nahe Niederbronn-les-Bains. 1378 wurde auf der nahegelegenen Wasenburg ein Wilhelm von Born (oder Burne) verzeichnet, womit möglicherweise der Vater von Johann, Wilhelm von Brunn († 1401) gemeint sein könnte. Seine Mutter war eine geborene von Stauffenberg.
Seine Ernennung zum Würzburger Bischof verdankte er nicht zuletzt seinem Onkel Lamprecht von Brunn, Fürstbischof von Bamberg (1374–1398). Dessen Karriere erwuchs weniger dem Ansehen seiner Familie als vielmehr seinen persönlichen Anstrengungen und Fähigkeiten. Allerdings hatte eine Wahl auch einen politischen Hintergrund: Mit der Wahl eines Bischofs aus einem entfernten niederadeligen Geschlecht versuchte man den Einfluss der benachbarten Grafengeschlechter im Bistum zu mindern. Besonders in Speyer und in Bamberg versorgte Lamprecht von Brunn diverse Familienangehörige mit wichtigen Ämtern.

## Johann II. als Bischof

### Verschuldung des Bistums
Johann II. wurde ein verschwenderischer Lebensstil nachgesagt, außerdem, dass er – über ein gebührliches Maß hinaus – den Reizen der Frauen zugetan gewesen sei. Die Schuldenlast und die Anzahl der Verpfändungen, wie z. B. seit 1419 Burg Auersburg, stellten das Hochstift auf die Probe. In der kurzen Regentschaft seines Nachfolgers Sigismund von Sachsen verschlimmerte sich diese Entwicklung eher noch und erst Gottfried IV. Schenk von Limpurg begann mit einer wirtschaftlichen und religiösen Festigung.
Die finanziellen Differenzen aufgrund der schlechten Zahlungsmoral des Bischofs gegenüber der Familie von Hirschhorn führten 1431 sogar zu einer Fehde, in der der Bischof bei Elsendorf gefangen gesetzt und von Hans von Hirschhorn erst wieder freigelassen wurde, als das Domkapitel, unter Vermittlung des Eichstätter Fürstbischofs Albrecht II. von Hohenrechberg, für eine baldige Zahlung bürgte. Der Bischof war dabei auf der Egloffsteinschen Burg Reicheneck bei Hersbruck gefangen gehalten worden.
Aufgrund der krisengeschüttelten Situation und wegen seiner skandalösen Lebensführung wurde Johann II. 1432 vom Domkapitel der Verzicht auf sein Amt nahegelegt und ein Koadjutor berufen. Dabei war es zuvor in Würzburg zu kriegerischen Handlungen gekommen und bischöfliche Truppen waren auf Verbände des Domkapitels und der Stadt Würzburg gestoßen. Er zog sich auf seine Burg Zabelstein zurück. Ihm gelang aber 1434 die Rückkehr in Amt und Würden. Die Lage besserte sich allerdings nicht und auch kurz vor seinem Tode stand er wieder unter dem Druck, einem stellvertretenden Pfleger weichen zu müssen. Er liegt im Würzburger Dom begraben.

### Hussiteneinfälle
König Sigismund unterstützte er, während der Hussitenkriege mit eigenem Kriegsvolk 1422, 1427 und 1431 nach Böhmen ziehend, getreu im Kampf gegen die Hussiten. Dabei war er mit Friedrich III. von Aufseß persönlich beim Versuch, die Festung Karlstein zu entsatzen, vertreten. Ihm gelang es dabei nicht, die festgelegten Kontingente für das Bistum Würzburg zu stellen; er beteiligte sich jedoch mit 300 Mann zu Pferde. Seine abziehenden Truppen richteten beim Rückzug durch die Oberpfalz noch erhebliche Verwüstungen an. Am 15. Januar 1427 formte sich in Bamberg ein neues Bündnis gegen die Hussiten, dem neben den Bistümern Würzburg, Bamberg und Brandenburg zahlreiche fränkische Grafen- und Rittergeschlechter angehörten. Am Reichstag zu Frankfurt, dem der Bischof beiwohnte, wurden neue Kontingente der Bündnispartner bestimmt. Der folgende Zug gegen die Hussiten, dem sich der Bischof erneut persönlich anschloss, endete in einem Rückzug des deutschen Heeres. 1428 forderte ihn Markgraf Friedrich I. von Brandenburg zum Beistand in Weiden auf. 1430 kam er dem Markgrafen von Meißen zu Hilfe. Der folgende Reichstag zu Nürnberg stand unter dem Eindruck des Einfalls der Hussiten in das Vogtland und in den fränkischen Raum.

### Fehden
Politisch versuchte er ab 1413 seinen Einfluss im Kloster Fulda auszubauen, was ihm nicht gelang. Ebenso vergeblich war 1422 sein Versuch, gleichzeitig zum Bischof von Bamberg ernannt zu werden. Erst sehr viel später, nämlich im 17. Jahrhundert, wurden die beiden Bistümer regelmäßig in Personalunion geführt.
Fehden entwickelten sich aus dem Bestreben des Bischofs, seinen Einflussbereich auszuweiten. So wurden beispielsweise Öffnungsrechte auf kriegerischem Wege eingefordert. Betroffen war davon vor allem die Ritterschaft. 1418 zog Johann II. von Brunn gegen Georg von Seckendorff. Er verbündete sich 1419 mit Fulda, Hersfeld und Hessen gegen die Ganerben von der Tann. Fehden herrschten auch zwischen Johann von Brunn und Graf Johann II. von Wertheim sowie den Herren von Thüngen. 1430 schloss er sich mit den Grafen von Henneberg gegen die von Buchenau und von Schlitz zusammen. 1437 verbündete er sich mit Sachsen gegen die von Hutten. Dabei eroberte er Ende 1437 die Burg Jagstheim und 1438 die Reußenburg. In der Wertheimer Fehde 1437 wurde die Würzburger Burg Schweinberg von den Wertheimern und ihren zahlreichen Verbündeten eingenommen und geschleift.

### Bautätigkeiten
Bautätigkeiten unter seiner Regie haben in der Pfarrkirche St. Kilian in Haßfurt stattgefunden. Er legte auch 1431 den Grundstein zum Bau der Ritterkapelle in Haßfurt, der ältesten Wallfahrtskirche im Bistum Würzburg. Bei der Teilung des Schlosses Speckfeld zwischen den Grafen von Castell und den Schenken von Limpurg trat er vermittelnd ein.

### Juden in Würzburg
1412 erhielten die Juden im Hochstift Würzburg wie bereits unter dem Vorgänger einen auf drei Jahre befristeten Freibrief, und 1414 erteilte Johann von Brunn sogar noch einen acht Jahre gültigen. Im Jahr 1419 ernannte er, entgegen einer päpstlichen Anweisung aus dem Jahr 1415, die Jüdin Sara zur Leibärztin. Zudem ordnete er dem Domkapitel an, für eine gerechte Behandlung der Juden zu sorgen. 1421 verlängerte Johann II. den Freibrief für Juden um weitere fünf Jahre bis 1426 und verfügte auch die Steuerfreiheit von allen Lasten bis auf die Judensteuer. Allerdings tat er sich 1422 mit dem Bischof von Bamberg und den brandenburgischen Markgrafen zusammen und drohte den jüdischen Bewohnern seines Herrschaftsgebiets mit der Beschlagnahmung ihres Vermögens, sollte diese sich nicht auf einen Schuldenerlass von angefallenen Zinsen einlassen. In der Folgezeit kam es zum allmählichen Niedergang der jüdischen Siedlung in Würzburg. Mit dem Grafen Johann von Wertheim sowie mit der Stadt Schweinfurt schloss er 1426 und 1427 Verträge, dass Juden nur nach einem Richterspruch mit Strafen belegt werden durften. Auch sein Nachfolger Gottfried IV. bekannte sich 1444 zum Rechtsschutz für Juden.
1422 endeten die von ihm den Juden gewährten Freiheiten des Handels, der Pfandnahme und des Wohnungswechsels. Vier fränkische Fürsten, die Markgrafen Friedrich VI. von Brandenburg (1398–1440) und Johann III. von Brandenburg (1398–1420), der Bischof von Würzburg, Johann II. von Brunn, und der Bischof von Bamberg, Albrecht von Wertheim (1398–1421), unterzeichneten einen Vertrag, der zum 25. April 1422 vollzogen werden sollte und vereinbarten, in ihren Ländern keine Juden mehr zuzulassen.